# Cordia tetrandra
Cordia tetrandra là loài thực vật có hoa trong họ Mồ hôi. Loài này được Aubl. mô tả khoa học đầu tiên năm 1775.